# Hsiung Feng IIE
El Hsiung Feng IIE (HF-2E; chino: 雄風二型; pinyin: Xióngfēng èr xíng, en español: "Viento valiente IIE") es un misil de crucero de ataque terrestre superficie-superficie desarrollado por el Instituto Nacional Chung-Shan de Ciencia y Tecnología (NCSIST) de Taiwán.

## Producción
El misil HF-2E se despliega principalmente en lanzadores móviles terrestres. El transportador erector lanzador transporta los misiles en lanzadores de caja protectora de aluminio, con las alas y las aletas de control replegadas, conceptualmente similares a los lanzadores móviles montados en remolque para misiles tierra-aire de la serie Tien Kung Sky Bow y misiles HF-2 de defensa costera. El South China Morning Post ha informado de que el HF-IIE es seguido de cerca por la Fuerza de Misiles del Ejército Popular de Liberación chino.
En 2022 la producción anual combinada del HF-2E y el Hsiung Sheng fue de 81 unidades, los dos misiles comparten una línea de producción.

## Variantes

### Hsiung Sheng
La variante mejorada ha sido designada Hsiung Sheng (chino tradicional: 雄昇; chino simplificado: 雄升; pinyin: Xióng Shēng). Está diseñado para poder atacar objetivos críticos en ciudades chinas distantes como Wuhan y Qingdao.
En enero de 2021, la ROCAF recibió el primer lote de misiles HF-2E mejorados. Según los informes, su alcance supera los 1.200 km, aunque el número de misiles desplegados es confidencial. El Hsiung Sheng lleva una ojiva unitaria o de fragmentación. La ojiva unitaria de alto explosivo está diseñada para atacar búnkeres y centros de mando, mientras que la ojiva de fragmentación está diseñada para atacar aeródromos.